# 琅邪颜氏
琅邪颜氏，汉代至隋唐时期的士族，从东汉末年的颜盛开始，世代居住在琅邪郡临沂县。著名人物有晋代西平靖侯颜含、南北朝时期的颜延之、颜之推、颜思鲁等人，和唐朝的颜师古、颜真卿和颜杲卿等名人。

## 历史渊源
根据颜真卿《颜氏家庙碑》记载，其先出於颛顼之孙祝融，融孙安，又名曹姓。唐林宝《元和姓纂》则记载为於颛顼之后陆终（即祝融之子），陆终第五子安，为曹姓。《史记·楚世家》中记载：“吴回为重黎后，复居火正，为祝融。吴回生陆终。陆终生子六人，诉剖而产焉。其长一曰昆吾，二曰参胡，三曰彭祖，四曰会人，五曰曹姓，六曰季连。”
曹姓后裔曹挟在周武王时期被封为邾国国君，传到第七代君主邾武公曹夷甫，字颜，公羊传中称为颜公。邾武公之子曹友，别封为小邾子（又名郳国，故都遗址在山东滕州市），遂以颜为氏。后代多在鲁国担任卿大夫。
孔子门人中的颜氏弟子出名的有八人：颜路、颜回、颜仆（颜回仆人）、颜哙、颜何、颜幸（颜辛）、颜相（史记作颜祖）、颜高。
战国时代，有颜率、颜躅；秦代有颜芝、颜贞父子；汉代有颜异（济南人）、颜驷（颜肆，江都人）、颜安乐、颜良（袁绍大将）。
曹魏时期有颜裴、颜盛，颜盛字叔台，青、徐二州刺史、关内侯，从鲁国（山东曲阜）迁居於琅邪临沂孝悌里（山东临沂）。颜盛生广陵太守、给事中、葛绎贞子颜钦，颜钦生汝阴太守、护军、袭葛绎子颜默，颜默生晋侍中、光禄大夫、西平靖侯颜含，在西晋末年随晋元帝过江，侨居建康城（南京），家族七代都葬在南京幕府山西面。